# 马友营蒙古族乡
马友营蒙古族乡是中华人民共和国辽宁省朝阳市北票市下辖的一个民族乡。

## 行政区划
马友营蒙古族乡下辖以下村级行政区划单位：
马友营村、新丘村、巴思营村、大庙村、郎中营村、东台村、平房村、大乌兰村和小乌兰村。